# Epistrophe similis
Epistrophe similis är en tvåvingeart som beskrevs av Doczkal och Schmid 1994. Epistrophe similis ingår i släktet brynblomflugor, och familjen blomflugor.
Artens utbredningsområde är Tyskland. Inga underarter finns listade i Catalogue of Life.